# فروتلند (آیداهو)
فروتلند (به انگلیسی: Fruitland) شهری در شهرستان پایت ایالت آیداهو است که جمعیت آن در سرشماری سال ۲۰۱۰ میلادی ۴٬۶۸۴ نفر بوده است.

## موقعیت جغرافیایی
موقعیت جغرافیایی شهرها و مناطق اطراف به شرح زیر است: